# Aljos Farjon
Aljos Farjon ( 1946) es un botánico, y artista ilustrador neerlandés, el taxónomo más importante del mundo en coníferas. Ha publicado once textos ricamente ilustrados con sus propios dibujos. Obtuvo su licenciatura en biología por la Universidad de Utrecht.
Desde 1996 a 2006, fue botánico activo investigador en el herbario del Real Jardín Botánico de Kew; dedicándose principalmente a la taxonomía de las coníferas. Actualmente es investigador asociado honorario de Kew; y colaborador habitual de revistas científicas botánicas.

## Algunas publicaciones
- 2010. A handbook of the world's conifers. Vol. 2. Editor Brill, 1111 pp. ISBN 9004177183

- 2008. A Natural History of Conifers. Timber Press. ISBN 9780881928693

- 2005. A bibliography of conifers: selected literature on taxonomy and related disciplines of the Coniferales. 2ª ed. ilustrada de Royal Botanic Gardens, Kew, 211 pp.

- 2005. Pines: drawings and descriptions of the genus Pinus. 2ª ed. ilustrada de Brill, 235 pp. ISBN 9004139168

- 2005. A monograph of Cupressaceae and Sciadopitys. Ed. ilustrada de Royal Botanic Gardens, Kew, 643 pp. ISBN 1842460684

- 2005. A Bibliography of Conifers, 2ª ed. Kew Publ. ISBN 1842461206

- 1999. Pinus (Pinaceae). Flora Neotropica 75 Monograph Series. Con Brian Thomas Styles. Ed. ilustrada de Organization for Flora Neotropica, 291 pp. ISBN 0893274119

- 1999. Conifers: Status Survey and Conservation Action Plan. Iucn/Ssc Action Plans for the Conservation of Biological Diversity. Ed. ilustrada de IUCN, 130 pp. ISBN 2831704650 en línea

- 1998. Familias de Plantas Neotropicales: Una Guía Concisa a las Familias de Plantas Vasculares en la Región Neotropical. Koeltz scientific books. Con Paul J.M. Maas. Ed. ilustrada de A.R.G. Gantner Verlag, 315 pp. ISBN 3904144081

- 1998. World Checklist and Bibliography of Conifers. Kew Publishing. ISBN 1842460250

- 1997. Pinus (Pinaceae), Flora Neotropica, Monograph 75 (con Brian T. Styles). New York : The New York Bot. Garden. ISBN 0 89327 411 9

- 1990. Pinaceae, Drawings and Descriptions of the Genera Abies, Cedrus, Pseudolarix, Keteleeria, Nothotsuga, Tsuga, Cathaya, Pseudotsuga, Larix and Picea. Regnum Vegetabile 121. Köningstein : Koeltz Scientific Books. ISBN 3 87429 298 3

- 1990. Regnum Vegetabile: A Guide to the Location and Contents of the World's Public Herbaria..... A bibliography of conifers : selected literature on taxonomy and related disciplines of the coniferales. Vol. 122. Editor Koeltz, 129 pp. ISBN 3874293068

- 1984. Pines : Drawings and Descriptions of the Genus Pinus. Leiden: E.J. Brill. ISBN 90 04 07068 0 (2ª ed. Brill Academic Publ. (2005), ISBN 9004139168)

## Honores

### Membresías
- Sociedad Linneana de Londres
- Real Sociedad de Horticultura
- La abreviatura «Farjon» se emplea para indicar a Aljos Farjon como autoridad en la descripción y clasificación científica de los vegetales.[2]